# Enrique Avalos
Rafael Enrique Avalos (1922) – piłkarz paragwajski, napastnik (lewoskrzydłowy). Na ogół znany jako Enrique Avalos. Tak samo określany był inny reprezentant Paragwaju, grający w tym samym okresie - Enrique Casimiro Avalos. Z tego powodu obaj ci piłkarze mogą być często myleni.
Avalos jako piłkarz klubu Cerro Porteño wziął udział w finałach mistrzostw świata w 1950 roku, gdzie Paragwaj odpadł w fazie grupowej. Zagrał w obu meczach – ze Szwecją i Włochami.
Nigdy nie wziął udziału w turnieju Copa América.